# قلعه ریونزکرگ

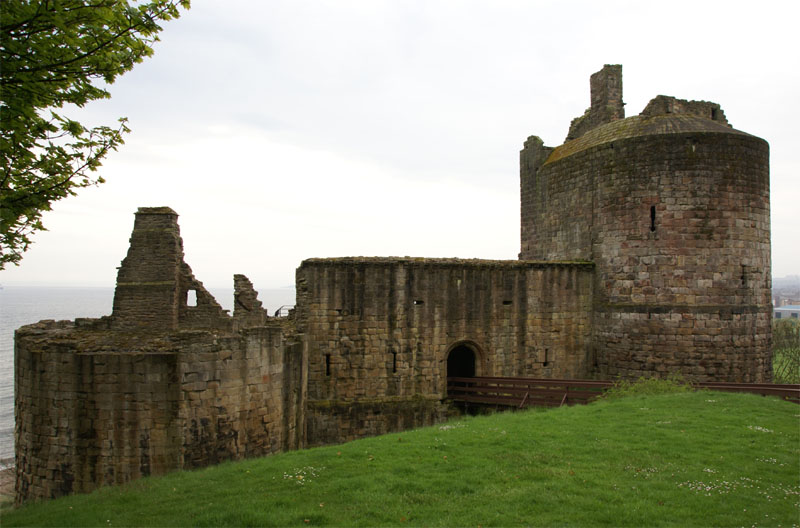
برج غربی و برج ویران شدهٔ شرقی قلعه ریونزکرگ

قلعه ریونزکرگ (انگلیسی: Ravenscraig Castle) قلعه‌ای ویرانه در کیرک‌کالدیاسکاتلند‌است که تاریخ ساخت آن در حدود ۱۴۶۰ میلادی است. این قلعه یکی از اولین نمونه‌های معماری دفاعی با در نظر گرفتن آتش توپخانه‌ای در اسکاتلند بوده‌است. قلعه ریونزکرگ به دستور جیمز دوم اسکاتلند (سلطنت ۱۴۳۷–۱۴۶۰) برای اقامت همسرش مری گلدرز ساخته شد. این قلعه تحت نظارت دو معمار برجسته، هنری مرلیون و آندرس لسوریس ساخته شد. در هنگام آغاز پروژه ساخت‌وساز، شخص پادشاه درگیر چندین برنامه مختلف بود و دست بر قضا، در یک حادثه تراژیک در هنگام محاصره قلعه راکسبورگ به سال ۱۴۶۰ که در نزدیکی قلعه فلورز و در خطوط مرزی اسکاتلند قرار داشت، به واسطهٔ آتش توپخانه جانش را از دست داد. 
پس از وقفه‌ای کوتاه، عملیات ساخت‌وساز و تجهیز قلعه در حدود سال ۱۴۶۰ توسط بیوه او و در راستای باقی‌ماندن بنایی به عنوان یادمان این پادشاه مجدداً از سر گرفته شد. مری گلدرز عملیات ساخت‌وساز بنا را تا زمان مرگش در دسامبر ۱۴۶۳ ادامه داد و به نظر می‌رسد، این مقطع، همان زمان مصادف با تکمیل برج شرقی و زیرزمین بخش مرکزی توسط هنری مرلیون بوده باشد. مالکیت این قلعه سرانجام به جیمز سوم اسکاتلند، فرزند جیمز دوم که از سال ۱۴۶۰ تا ۱۴۸۸ حکومت کرد رسید اما در سال ۱۴۷۱ وی قلعه را به ویلیام سینکلر، نخستین ارل کیتنس بخشید. قلعه ریونزکرگ توسط بازماندگان سینکلرها که به استحکامات توپخانه نیز علاقه وافر داشتند تکمیل شد.